# Manuel Mora Torres
Manuel Mora Torres (1913-2005) 
va ser un anarquista, sindicalista i militar espanyol.

## Biografia
Nascut a Carmona, Sevilla, el 1913, va ser militant de la CNT. Va participar en el Congrés confederal de Saragossa, el 1936.
Després de l'esclat de la Guerra civil es va unir a les milícies confederals i, posteriorment, a l'Exèrcit Popular Republicà. Va arribar al grau de Major de milícies, i el 26 de setembre de 1937 va ser nomenat com a cap de la 149a Brigada Mixta, abarcant entre aquestes dates des del front de Madrid fins a la caiguda del front d’Aragó i formació del front del Segre. El 6 d'abril de 1938 va passar a ser nomenat com a cap de la 16a Divisió del XII Cos d'Exèrcit, abarcant des de la creació del front del Segre fins a la batalla de l’Ebre on el 25 d'agost de 1938 seria destituït. Va arribar a tindre a càrrec seu la 23a, 24a i 149a Brigades Mixtes que formaven part de la 16ª Divisió Posteriorment pels volts de finals de desembre de 1938 i principis de 1939 dirigiria una altra Divisió, en aquest cas la 74a Divisió, amb la qual tan sols va poder arribar a travessar la frontera amb França el febrer de 1939 ja en plena retirada de Catalunya.

## Vivències militars
Després de dirigir un batalló anarquista, el 26 de setembre de 1937 Manuel Mora és nomenat cap de la 149a Brigada Mixta i ja el 3 d'octubre aquesta Brigada Mixta quedaria agregada a la 6a Divisió del II Cos de l’Exèrcit del Centre, a Madrid. Formaria part de la 6ª Divisió juntament amb la 43a i 75a Brigades Mixtes, amb post de comandament a la Gran Vía de Madrid i on Manuel Mora participaria en operacions a Madrid, Aranjuez i al setge del santuari de Santa María de la Cabeza, a Jaén. Fins al 17 de març de 1938 es trobaria al front del centre a Madrid, tocant del sector del Puente de los Franceses, mantenint combats esporàdics de trinxera a trinxera i diversos cops de mà.
Des de Madrid, aquest mateix 17 de març, i donada l'ofensiva franquista que té lloc al front d'Aragó, Manuel Mora rep ordres de desplaçar-se amb la 149a Brigada Mixta per tal d'intentar recolzar en els enfrontaments que s'hi estan produint, però tot i mantindre durs combats per diferents ciutats aragoneses i catalanes, tan sols pot anar en retirada fins a la població de Lleida, intentant defensar-la juntament amb d'altres unitats de l'Exèrcit Republicà.
El 31 de març de 1938 el general Vicente Rojo nomena Manuel Mora Torres com a cap de la 16a Divisió (confirmació que li arriba documentada el 6 d'abril de 1938) de la qual la 149 Brigada Mixta formarà part juntament amb la 23a i 24a Brigades Mixtes, passant a cobrir part de l'anomenat front del Segre i abastar des de Balaguer fins a Torres de Segre aproximadament. Entre els mesos d'abril i maig de 1938 Manuel Mora Torres amb la 16a Divisió participa en diferents combats davant de la ciutat de Lleida per tal d'alleugerir les pressions que hi ha al Cap de Pont de Seròs i de Balaguer, però que són refusats sistemàticament per l'Exèrcit Franquista amb gran quantitat de baixes. Durant els mesos de juny i juliol de 1938 Manuel Mora i la 16a Divisió es troben en línia i a la reserva entre les localitats de Lleida, Puigverd de Lleida, Castelldans, Juneda i Les Borges Blanques, entre d'altres, fins que són activats per tal de participar en la Batalla de l'Ebre, tot i que en un primer moment es trobarien a la reserva a la localitat de La Bisbal de Falset.
Durant la nit del 27 de juliol a la matinada del dia 28 de juliol de 1938, Manuel Mora Torres creua l'Ebre amb una barca i acompanyat d'altres comandaments, i la 16 Divisió creua l'Ebre per una passarel·la ubicada a la zona sud d'Ascó sota el foc i bombardeig constant de l'aviació enemiga i participant en diferents combats entre les poblacions de Gandesa i Vilalba dels Arcs. Els següent dies passen per la població de Corbera d'Ebre sota els bombardejos de l'aviació enemiga i acaben enllaçant per la zona nord-est de Gandesa amb la 35a Divisió Internacional, la qual espera recolzament de manera urgent donats els combats tan forts i intensos que hi ha a la zona. La 23a, 24a i 149a Brigades Mixtes de la 16a Divisió s'estiren entre Gandesa i Vilalba dels Arcs i tenen les primeres topades importants amb les unitats franquistes que duren aproximadament fins al 2 i 3 d'agost amb gran quantitat de baixes. Hi ha combats més o menys intensos però de trinxera a trinxera, per la qual cosa entre el 6 i 7 d'agost, i donat l'esgotament, les forces de la 16a Divisió són rellevades de primera línia i passen a la segona fins al 17 d'agost en què alguna unitat és adreçada també a la reserva a la Venta de Camposines fins al 19 d'agost. (El mateix tinent coronel Manuel Tagüeña, com a cap del XV CE que engloba entre d'altres a la 16a Divisió, calcula que aquesta ha patit de l'ordre d'unes 1.500 baixes tan sols des de travessar el riu Ebre fins al 8 d'agost).
Dins d'aquest context el 19 d'agost de 1938 es produeix la 3a contraofensiva franquista, la qual té com a missió ocupar les posicions properes a Vilalba dels Arcs, Quatre Camins o Punta Targa (cotes 481) i Vèrtex Gaeta (cota 548), ocupades i defensades en part per la 16a Divisió Republicana. Entre el dia 20 i el 22 d'agost es produeixen combats molt intensos, arribant al cos a cos, entre les Brigades Mixtes de la 16a Divisió i les unitats franquistes. El mateix dia 22 d'agost i segons diferents autors, un atac franquista contra les posicions de la 16a Divisió prop del vèrtex «Gaeta» en va provocar la seva desbandada, inclòs el comandant de la unitat. Manuel Mora va estar en parador ignorat durant diverses hores, fins que es va presentar al lloc de comandament de la 124a Brigada Mixta (d'altres autors assenyalen que es va presentar al lloc de comandament de la 24a Brigada Mixta, informació inclosa també en un "Expedient Informatiu" referent a la seva actuació a la Batalla de l'Ebre) i li va comunicar al Cap de l'Exèrcit de l'Ebre, el coronel Juan Modesto Guilloto León que l'avanç franquista ja havia arribat fins al riu Ebre. Mora va ser destituït fulminantment del seu càrrec el 25 d'agost de 1938 i substituït pel comandant Sebastián Zamora Medina. El tinent coronel Manuel Tagüeña manifesta posteriorment que el XV CE ha patit de l'ordre d'unes 8.000 baixes durant el mes d'agost entre morts, ferits, presoners i desapareguts. Dins d'aquestes, la 16a Divisió ha tingut més de 1.200 presoners tan sols el 22 d'agost de 1938. Pels volts de setembre la 16a Divisió és retirada del front de l'Ebre i torna als seus antics llocs inicials defensant de nou el front del Segre.
Mesos després Manuel Mora Torres és restituït en el seu càrrec però passa a dirigir una Divisió de nova creació, en aquest cas la 74 Divisió creada a la població de Vic (el mateix general Vicente Rojo és qui el nomena) i composta per dues Brigades Mixtes, siguent una d'elles segurament la 229a i l'altra la 242a Brigada Mixta, tot i que no dona temps a que tingui una participació efectiva en els últims combats durant la retirada de Catalunya, i el 13 de febrer de febrer de 1939 passa la frontera amb França quedant dissolta oficialment.
Després del final de la contesa Manuel Mora Torres marxa a l'exili, passant per França, República Dominicana i finalment Veneçuela —on va arribar en 1946. No tornaria a Espanya fins l'abril de 1975.